# Haverdal
Haverdal este o arie protejată (arie specială de conservare — SAC, sit de importanță comunitară — SCI) din Suedia întinsă pe o suprafață de 666,4 ha, integral pe uscat.

## Localizare
Centrul sitului Haverdal este situat la coordonatele 56°42′37″N 12°40′43″E / 56.7103°N 12.6787°E.

## Înființare
Situl Haverdal a fost declarat sit de importanță comunitară în decembrie 1995 pentru a proteja un număr necunoscut de specii din flora spontană și fauna sălbatică aflate în arealul zonei. Situl a fost protejat și ca arie specială de conservare în martie 2011.

## Biodiversitate
Situată în ecoregiunile continentală și marină Atlantică, aria protejată conține 12 habitate naturale: Depresiuni intradunale umede, Vegetație psamofilă uscată cu Calluna și Empetrum nigrum, Pajiști umede nord-atlantice cu Erica tetralix, Dune de coastă fixe cu vegetație erbacee („dune gri”), Vegetație psamofilă uscată cu pășuni deschise de Corynephorus și Agrostis, Pajiști uscate europene, Păduri aluvionare cu Alnus glutinosa și Fraxinus excelsior (Alno-Padion, Alnion incanae, Salicion albae), Dune mobile cu vegetație embrionară, Dune cu Salix repens ssp. argentea (Salicion arenariae), Dune fixe decalcificate cu Empetrum nigrum, Dune mobile de-a lungul țărmului cu Ammophila arenaria („dune albe”), Dune împădurite din regiunile atlantică, continentală și boreală.
La baza desemnării sitului se află un număr nedeclarat de specii protejate.